# Vit vecka
En vit vecka är ett frivilligt uppehåll under en vecka av ett bruk eller missbruk av något slag. Begreppet avser oftast ett uppehåll i alkoholkonsumtion och innebär då att en person inte dricker någon alkohol under en vecka. Uttrycket myntades i en kampanj av Systembolaget vid mitten av 1970-talet. "Vit" refererar här till färgens symboliska koppling till renhet eller oskuldsfullhet. Mindre vanliga uttryck är "vit helg" eller "månad". Skämtsamt förekommer även "vit jul" (som i Irving Berlins sångtitel White Christmas) i denna betydelse. Att försöka begränsa sitt drickande genom vita veckor anses vara ett av tecknen på alkoholism enligt CAGE-testet.
Uppehåll i alkoholkonsumtionen anses allmänt vara positivt för hälsan. Den verkliga positiva effekten av regelbundna vita perioder har dock ifrågatts av läkare och forskare, eftersom de som gör den typen av uppehåll ofta felaktigt tror sig kunna konsumera mer alkohol med låg risk om en period av hög konsumtion följs av en vit månad.